# Obtainium
Obtainium je studiové album americké skupiny Skeleton Key. Vydáno bylo v červnu roku 2002 společností Ipecac Recordings. Kromě Erika Sanka, frontmana skupiny, se na desce podíleli například Sterling Campbell, Danny Elfman a Anton Sanko. Album vyšlo jak na kompaktním disku, tak i na dlouhohrající gramofonové desce.

## Seznam skladeb
1. „Sawdust“ – 3:39
2. „One Way, My Way“ – 3:31
3. „Candy“ – 3:17
4. „Panic Bullets“ – 3:28
5. „The Barker of the Dupes“ – 3:14
6. „Kerosene“ – 3:00
7. „Dingbat Revolution“ – 2:23
8. „Roost in Peace“ – 3:28
9. „King Know it All“ – 3:03
10. „That Tongue“ – 3:51
11. „Say Goodnight“ – 7:50